# Afraid to Talk
Pour plus de détails, voir Fiche technique et Distribution.
Afraid to Talk est un film américain réalisé par Edward L. Cahn, sorti en 1932.

## Synopsis
Lorsqu'un jeune garçon est témoin d'un échange de pots-de-vin entre des politiciens corrompus, ces derniers vont tout faire pour éliminer le témoin...

## Fiche technique
- Titre : Afraid to Talk
- Réalisation : Edward L. Cahn
- Scénario : Tom Reed d'après la pièce d'Albert Maltz et George Sklar
- Photographie : Karl Freund
- Montage : Milton Carruth
- Pays d'origine : États-Unis
- Format : Noir et blanc - 1,37:1 - Mono
- Genre : drame
- Date de sortie : 1932

## Distribution
- Eric Linden : Eddie Martin
- Sidney Fox : Peggy Martin
- Tully Marshall : Attorney Anderson
- Louis Calhern : John Wade
- George Meeker : Lenny Collins
- Robert Warwick : Jake Stranskey
- Berton Churchill : Billy Manning
- Edward Arnold : Jig Skelli
- Mayo Methot : Marge Winters
- Frank Sheridan : Commissaire Garvey
- Gustav von Seyffertitz : Attorney Harry Berger
- Reginald Barlow : Juge MacMurray
- Edward Martindel : Maire Jamison
- Joyce Compton : Alice
- John Ince : Bill
- George Chandler : Pete
- Arthur Housman : Archie